# بيتر ستون (لاعب كرة قدم)
بيتر ستون (بالإنجليزية: Peter Stone)‏ هو لاعب كرة قدم أسترالي، ولد في 30 سبتمبر 1954. شارك مع منتخب أستراليا لكرة القدم. أما مع النوادي، فقد لعب مع سيدني تايغرز.

## روابط خارجية
- بيتر ستون على موقع اللجنة الأولمبية الأسترالية (الإنجليزية)